# Нона (богиня)
Нона (лат. Nona) — языческая богиня, одна из Парок, трёх сестёр, олицетворяющих судьбу в древнеримской мифологии (им соответствуют Мойры в древнегреческой мифологии и Норны в германо-скандинавской). Так же является древнеримской богиней беременности. Римский эквивалент греческой Клото. Она тянет нить жизни и наматывает её на своё веретено. Нона, чьё имя означает «девятая», была названа так в честь беременной женщины на девятом месяце, когда ребёнок уже готов появиться на свет.
Нона, Децима и Морта контролируют метафорическую нить жизни.